# Borger-Odoorn
Borger-Odoorn é um município dos Países Baixos, situado na província de Drente. Tem 277,89 km² de área e sua população em 2020 foi estimada em 25.554 habitantes.